# Касымбек датка
Касымбек датка (каз. Қасымбек датқа, до 1992 г. — Советское и 17 Партсъезд, до 2010 г. — Комешбулак) — село в Сайрамском районе Туркестанской области Казахстана. Входит в состав Кайнарбулакского сельского округа. Код КАТО — 515249300.

## Население
В 1999 году население села составляло 3788 человек (1875 мужчин и 1913 женщин). По данным переписи 2009 года, в селе проживали 4342 человека (2192 мужчины и 2150 женщин).

## История
В нынешнем виде село образовано в 1992 году в результате слияния сел Советское и XVII Партсъезд.